# Dvoubodový spoj
Dvoubodový (anglicky point-to-point) spoj v telekomunikacích označuje komunikační spojení mezi pouze dvěma uzly nebo koncovými body. Příkladem je běžný telefonní hovor, při němž je jeden telefonní přístroj spojený pouze s jediným dalším přístrojem, a co řekne jeden účastník, může slyšet pouze druhý. Dalšími příklady dvoubodových komunikačních spojů jsou pronajatý okruh, mikrovlnný spoj a obousměrná rádiová komunikace. Opakem dvoubodového spoje jsou komunikační topologie point-to-multipoint nebo broadcast, u kterých vysílání jednoho uzlu může přijímat několik uzlů. Příkladem komunikačních systémů point-to-multipoint je rozhlasové a televizní vysílání.
Termín dvoubodový se používá také v počítačových sítích a v architektuře počítačů pro označení drátového nebo jiného spojení, které spojuje pouze dva počítače nebo obvody, a které je protikladem k jiným topologiím sítí jako je sběrnicová topologie nebo použití křížových přepínačů, které mohou vzájemně propojovat mnoho komunikačních zařízení.
Pro dvoubodovou komunikaci se někdy používá zkratka P2P nebo Pt2Pt. Zkratka P2P se však také používá pro označení peer-to-peer sítí, služeb nebo komunikace.

## Tradiční dvoubodové datové spoje
Tradiční dvoubodové datové spoje jsou tvořeny komunikačním médiem s právě dvěma koncovými body a nepoužívají žádné formátování dat nebo paketů. Hostitelské počítače na obou koncích byly plně zodpovědné za formátování dat, která si vyměňovaly. Spojení mezi počítači a komunikačním médiem bylo obecně realizováno pomocí rozhraní RS-232 nebo podobného. Pro propojení blízkých počítačů bylo možné použít kabel přímo propojující komunikační karty.
Pro propojení na větší vzdálenost musel být každý koncový bod vybaven modemem, který konvertuje digitální proud dat na analogový telekomunikační signál a opačně. Když spojení poskytuje telekomunikační společnost, nazývá se vyhrazený, pronajatý nebo soukromý spoj. Síť ARPANET používala pronajaté okruhy pro dvoubodové spoje mezi svými síťovými uzly nazývanými Interface Message Processor, které používaly technologii přepojování paketů.

## Moderní dvoubodové spoje
V roce 2003 se termín dvoubodový spoj používá pro pevné bezdrátové datové komunikace pro Internet nebo voice přes IP využívající rádiové frekvence v gigahertzovém pásmu. Zahrnuje také technologie jako je laserový spoj pro telekomunikace, ale ve všech případech očekává, že mezi oběma komunikujícími stranami bude přímá viditelnost a že je možné nasměrovat poměrně úzký svazek z vysílače na přijímač. Inženýrské rady sdružení TIA (Telecommunications Industry Association) vyvinuly americké standardy pro dvoubodovou komunikaci a příbuzné buňkové základnové systémy.[nedostupný zdroj] Online nástroje umožňují uživatelům zjistit, zda mají stanici na přímou viditelnost.
Telekomunikační signál je typicky obousměrný, jako TDMA (Time division multiple access) nebo rozdělený na kanály.
Při použití rozbočovačů (anglicky hub) a přepínače (anglicky switch), poskytuje rozbočovač spojení typu point-to-multipoint (nebo jednoduše multipoint), které rozděluje celkovou šířku pásma poskytovanou rozbočovačem mezi jednotlivé propojené klientské uzly. Přepínač naopak poskytuje díky mikrosegmentaci větší počet dvoubodových okruhů, což umožňuje každému klientskému uzlu mít vyhrazený okruh s výhodou plně duplexního spojení.